# Keams Canyon, Arizona
Keams Canyon je naseljeno područje za statističke svrhe u američkoj saveznoj državi Arizona. Prema popisu stanovništva iz 2010. u njemu je živjelo 304 stanovnika.